# Садківка
Садківка — річка  в Україні, у Шаргородському  районі Вінницької області. Права притока Мурафи  (басейн Дністра ).

## Опис
Довжина річки 6 км., площа басейну - 11,1 км². 

## Розташування
Бере  початок на південному сході від Чапаєвого. Тече переважно на південний схід через Садківці і впадає у річку Мурафу, ліву притоку Дністра за 83 км від її гирла.